# Хагба Роман Очанович
Роман Очанович Хагба (рос. Роман Очанович Хагба нар. 23 липня 1964, Гудаута, Грузинська РСР) — радянський, грузинський та російський футболіст. Майстер спорта СРСР. На даний час — начальник абхазького клубу «Гагра».

## Життєпис
Роман Хагба народився в 1964 році в місті Гудаута. Грав за Гудаутську середню школу № 1. На популярних змаганнях «Шкіряний м'яч» він був помічений відомим тренером А. В. Шамба. Згодом, виступаючи у першості Грузії і в різних турнірах, не раз ставав найкращим бомбардиром та визнавався найкращим гравцем. Юний талант у 1978 році відправили на навчання в школу-інтернат спортивного профілю у Ростов-на-Дону. У 15-річному віці Роман дебютував у команді «Ріца» (Гудаута), яка виступала у другій лізі чемпіонату Грузії. У 1983 році його перевели в головну команду республіки — «Динамо» (Сухумі), яка виступала в другій лізі чемпіонату СРСР. За два роки виступів у команді Роман Хагба не раз вражав ворота суперників. Його техніка, прекрасне бачення поля, бомбардирські якості привернули увагу тренера «Торпедо» (Кутаісі) Гіві Нодії. У 1985 році він перейшов у цю команду, яка виступала у Вищій лізі чемпіонату СРСР. За час виступу в «Торпедо» йому не раз вдавалося засмучувати воротарів найкращих команд Союзу. У 1987 році Хагба розпочав виступати за команду «Динамо» (Тбілісі), а через рік його запросили в харківський «Металіст». У складі цього клубу він став володарем Кубка СРСР.
У 1989 році Роман повернувся до Абхазії, в команду «Динамо» (г.Сухум). Тоді перед командою було поставлено завдання виходу до першої ліги чемпіонату СРСР. З цим завданням Хагба та його товариші впоралися. Уболівальники команди прекрасно пам'ятають голи Романа зі стандартних положень, у тому числі безпосередньо з кутового удару. Розвал СРСР привів до розвалу й чемпіонату. Багато гравців сухумського «Динамо» розійшлися по іншим командам. Так Роман Хагба отримав запрошення до команди «Жемчужина» (Сочі), яка виступала вже в Першій лізі чемпіонату Росії, але за підсумками сезону завоювала право наступного сезону виступати у Вищій лізі. У Вищому ешелоні російського футболу дебютував 7 березня 1993 в домашньому матчі 1-го туру проти нижегородського «Локомотива». У цій команді він провів два роки, зіграв 29 матів та відзначився 2-а голами, також виступав і за фарм-клуб сочинців, «Торпедо» з Адлера. У 1994 році підписав контракт з клубом «Мелака Юнайтед» і поїхав до Малайзії. Провівши два роки в матчах чемпіонату Малайзії, а також в іграх Ліги Чемпіонів АФК, в 1996 році Хагба повернувся в Росію, де спочатку грав за аматорський клуб «Текстильник» з Бариша. У 1997 році грав за клуб «Динамо-Жемчужина-2». Завершив кар'єру в 1998 році в команді «Локомотив-Тайм». 
Сьогодні Роман продовжує займатися улюбленою справою. Він є начальником ФК «Гагра» (Гагра) і тренером-селекціонером Республіканського спортивного ліцею.

## Досягнення

### Командні
- Кубок СРСР
  -  Володар (1): 1987/88

- Друга ліга чемпіонату СРСР
  -  Чемпіон (1): 1989

- Перша ліга чемпіонату Росії
  -  Чемпіон (1): 1992

- Другий дивізіон чемпіонату Росії, зона «Південь»
  -  Бронзовий призер (1): 1998

### Індивідуальні
- Майстер спорту СРСР